# 동인도아리아어군
동인도아리아어군은 인도아리아어군의 하위 언어로 중인도아리아어군의 영향을 주고 받았다.

## 분류
- 벵골아삼어
- 비하르어
- 오리야어군

- 데가루어
- 보테마지어
- 부크사어
- 타루어
  - 라나 타루어
  - 마호타리 타루어
  - 코칠라 타루어
  - 치트와니아 타루어
  - 테오쿠리 타루어